# Склоди-Стахи
Склоди-Стахи (пол. Skłody-Stachy) — село в Польщі, у гміні Заремби-Косьцельні Островського повіту Мазовецького воєводства.
Населення — 46 осіб (2011).
У 1975-1998 роках село належало до Ломжинського воєводства.

## Демографія
Демографічна структура станом на 31 березня 2011 року:
|          | Загалом | Допрацездатний вік | Працездатний вік | Постпрацездатний вік |
| -------- | ------- | ------------------ | ---------------- | -------------------- |
| Чоловіки | 22      | 5                  | 12               | 5                    |
| Жінки    | 24      | 10                 | 7                | 7                    |
| Разом    | 46      | 15                 | 19               | 12                   |